# Resolució 694 del Consell de Seguretat de les Nacions Unides
La Resolució 694 del Consell de Seguretat de les Nacions Unides, adoptada per unanimitat el 24 de maig de 1991 després de reafirmar la Resolució 681 (1990) i el coneixement de la deportació de quatre palestins per part d'Israel als territoris ocupats el 18 de maig de 1991, el Consell va condemnar les deportacions que violaven el Quart Conveni de Ginebra que es referien a la protecció dels civils en temps de guerra.
La resolució va lamentar l'acció i va reiterar que Israel s'hauria d'abstenir de deportar més palestins i garantir el retorn segur i immediat dels deportats.